# I Found You (Benny Blanco e Calvin Harris)
I Found You è un singolo del cantautore e rapper statunitense Benny Blanco e del DJ britannico Calvin Harris, pubblicato il 2 novembre 2018 come secondo estratto dal primo album in studio di Benny Blanco Friends Keep Secrets.

## Video musicale
Il video musicale è stato pubblicato il 2 novembre 2018 sul canale YouTube del cantante.

## I Found You / Nilda's Story
Il 4 gennaio 2019 il singolo è stato pubblicato in una nuova versione acustica intitolata I Found You / Nilda's Story, nel quale ha collaborato il cantante statunitense Miguel.

### Video musicale
Un nuovo video, riguardante la storia di una ragazza di nome Nilda, è stato pubblicato il 4 gennaio 2019 sul canale YouTube del cantante ed è stato girato tra Honduras, Guatemala, Messico e Stati Uniti.